# Augusto Fernández
Augusto Matías Fernández (Pergamino, 1986. április 10. –) argentin válogatott labdarúgó, jelenleg a Peking Renhe játékosa. Posztját tekintve szélső középpályás.

## Sikerei, díjai
River Plate
- Argentin bajnok (1): 2008 Clausura

Vélez Sársfield
- Argentin bajnok (1): 2011 Clausura